# Najlepsza muzyka 2004
Najlepsza muzyka 2004 – składanka wydana przez Sony Music Entertainment Poland z przebojami roku 2004.

## Lista utworów
| 1. Anastacia – Sick & Tired 2. Kareen Antonn – Si tout s arrete 3. Alcazar – This Is The World We Live In 4. Eamon – F--k It (I Don t Want You Back 5. Natasha Thomas – It s Over Now 6. Twoface – Revelations Day 7. Fatboy Slim – Slash Dot Dash 8. Nadiya – Et c'est parti 9. Ann Winsborn – Je n ai pas compris 10. Reamonn feat. Maya – Sunshine Baby 11. Lara Fabian – No Big Deal 12. Marcin Rozynek – Następny będziesz Ty 13. Jo Jo – Leave 14. Catie Collie – Et si tu n'existais pas 15. Sylwia Wiśniewska – 12 łez 16. Jam & Spoon – Set Me Free 17. Shapeshifters – Lola's Theme 18. Beyoncé – Crazy in Love 19. Ana Johnsson – We Are 20. 411 – On My Knees 21. George Michael – Round Here | 1. Jennifer Rush – The Power Of Love 2. Tina Turner – I Don't Wanna Lose You 3. Krzysztof Krawczyk – Bo jesteś ty 4. Ricky Martin – Livin' La Vida Loca 5. Jennifer Lopez – If You Had My Love 6. Myslovitz – Długość dźwięku samotności 7. George Michael – Faith 8. Anita & John Porter – Bones Of Love 9. Leonard Cohen – In My Secret Life 10. Sarah Connor – From Sarah with Love 11. Cock Robin – When Your Heart Is Weak 12. Fiction Factory – Feels Like Heaven 13. Depeche Mode – Enjoy The Silence 14. Wilki – Urke 15. Macy Gray – I Try 16. Natasha St-Pier – Nos rendez-vous 17. Dave Stewart & Candy Dulfer – Lily Was Here 18. Europe – The Final Countdown 19. Bonnie Tyler – Holding Out For A Hero |